# Biegedrillknicken

Biegedrillknicken an einem mittig durch eine Einzelkraft belasteten I-Profil:
a) Ansicht (ohne Verformung gezeichnet)
b) Querschnitt in der Nähe des Auflagers
c) infolge Biegedrillknickens verdrehter Querschnitt in Trägermitte

Unter dem Begriff Biegedrillknicken, in der Schweiz sonst veraltet auch als Kippen bekannt, versteht man das Versagen eines Trägers durch ein Biegemoment, wobei die unter Druckspannung stehenden Teile der Struktur durch Knicken ausfallen. Dabei wird der Träger verbogen und gleichzeitig tordiert („verdrillt“). Wegen des hohen Gefahrenpotenzials dieser Form des Bauteilversagens wird das Biegedrillknicken eingehend in der Stabilitätstheorie untersucht, für die praktische Bemessung von Bauteilen stehen erprobte Formeln und Tabellen zur Verfügung.

Ein sich verwindender I-Träger

Allgemein wird die Gefahr für einen Träger, durch Biegedrillknicken auszufallen, umso geringer, je mehr sich das kleinste und das größte Flächenträgheitsmoment des zugehörigen Querschnittes annähern. Aus diesem Grunde sind die klassischen Stahlträger und schlanke Holzleimbinder besonders gefährdet. Daneben spielen die Lagerung des Trägers und seine Belastbarkeit auf Torsion eine Rolle, geschlossene Hohlprofile wie Rohre sind hier besonders widerstandsfähig. Insbesondere die Implementierung einer Gabellagerung hat sich als effektive Weise zur Verhinderung eines Kippversagens erwiesen.
Grundlegende Beiträge zur Theorie des Biegedrillknickens lieferten Ludwig Prandtl, Stepan Prokopowytsch Tymoschenko und Robert Kappus. So leitete Kappus 1937 für unsymmetrische Querschnitte die drei gekoppelten Differentialgleichungen des Drillknickens ab. Karlheinz Roik, Jürgen Carl und Joachim Lindner fassten die Theorie des Biegedrillknickens aus Sicht der Stahlbauwissenschaft 1972 in einer Monografie zusammen.